# Ekonomiåret 1956

## Händelser
- 19-20 juli - Storbritannien och USA förklarar att Egypten inte kan beviljas lån för att bygga Assuandammen. Egypten förstatligar då Suezkanalbolaget.[1]

## Födda
- 2 september - Marcus Wallenberg, svensk företagare, VD för Investor AB.